# Jonathan Gilling
Jonathan Gilling (nacido el 29 de junio de 1991 en Hørsholm) es un jugador de baloncesto danés que actualmente pertenece a la plantilla del CB Almansa de la Liga LEB. Con 2,03 metros de altura juega de Escolta. Es internacional absoluto con Dinamarca.

## Trayectoria profesional
Iniciado en el Horsholm 79ers danés, se graduó de la Universidad Estatal de Arizona (NCAA), antes de dar el salto al profesionalismo en Europa en Petrolina AEK Larnaca de Chipre (equipo de Eurocup) antes de volver a Horsholm 79ers.
En 2016, firma por el CB Breogán para lograr el ascenso a la Liga ACB.

## Internacional
Disputa la Clasificación para el EuroBasket 2017, firmando un promedio de 12 puntos y 3 rebotes por encuentro.